# Tvoje i moje godine
Tvoje i moje godine je sedmi studijski album sastava Novi fosili.

## Popis pjesama
A strana
1. "Sve dok si uz mene, ne boj se" - 3:05
(Rajko Dujmić, Mario Mihaljević, Rajko Dujmić)
2. "Tu tu tu (tu me poljubi)" - 2:47
(Rajko Dujmić, Marina Tucaković, Rajko Dujmić i Vladimir Kočiš)
3. "Još te volim" - 3:22
(Rajko Dujmić, Zrinko Tutić, Rajko Dujmić)
4. "Mario" - 3:15
(Rajko Dujmić, Mario Mihaljević i Selma Ana Dolac, Rajko Dujmić)
5. "Paloma" - 3:14
(Rajko Dujmić, Zrinko Tutić, Rajko Dujmić i Vladimir Kočiš)
6. "Aj, aj" - 2:44
(Rajko Dujmić, Mario Mihaljević, Rajko Dujmić)

B strana
1. "Idi nekud zlato moje" - 3:59
(Rajko Dujmić, Katarina Naglov Šoškić, Rajko Dujmić)
2. "Petre, divlji vjetre" - 2:38
(Rajko Dujmić, Momčilo Popadić, Rajko Dujmić)
3. "Ako se rastanemo" - 3:38
(Rajko Dujmić, Zrinko Tutić, Rajko Dujmić)
4. "Bilo gdje da si" - 3:19
(Rajko Dujmić, Domenika Vanić, Rajko Dujmić)
5. "Tvoje i moje godine" - 3:57
(Rajko Dujmić, Zrinko Tutić, Rajko Dujmić i Vladimir Kočiš)